# Saint-Michel-sur-Savasse
Saint-Michel-sur-Savasse är en kommun i departementet Drôme i regionen Auvergne-Rhône-Alpes i sydöstra Frankrike. Kommunen ligger i kantonen Romans-sur-Isère 2e Canton som tillhör arrondissementet Valence. År 2022 hade Saint-Michel-sur-Savasse 567 invånare.

## Befolkningsutveckling
Antalet invånare i kommunen Saint-Michel-sur-Savasse
Referens:INSEE